# Harald Rose (Physiker)

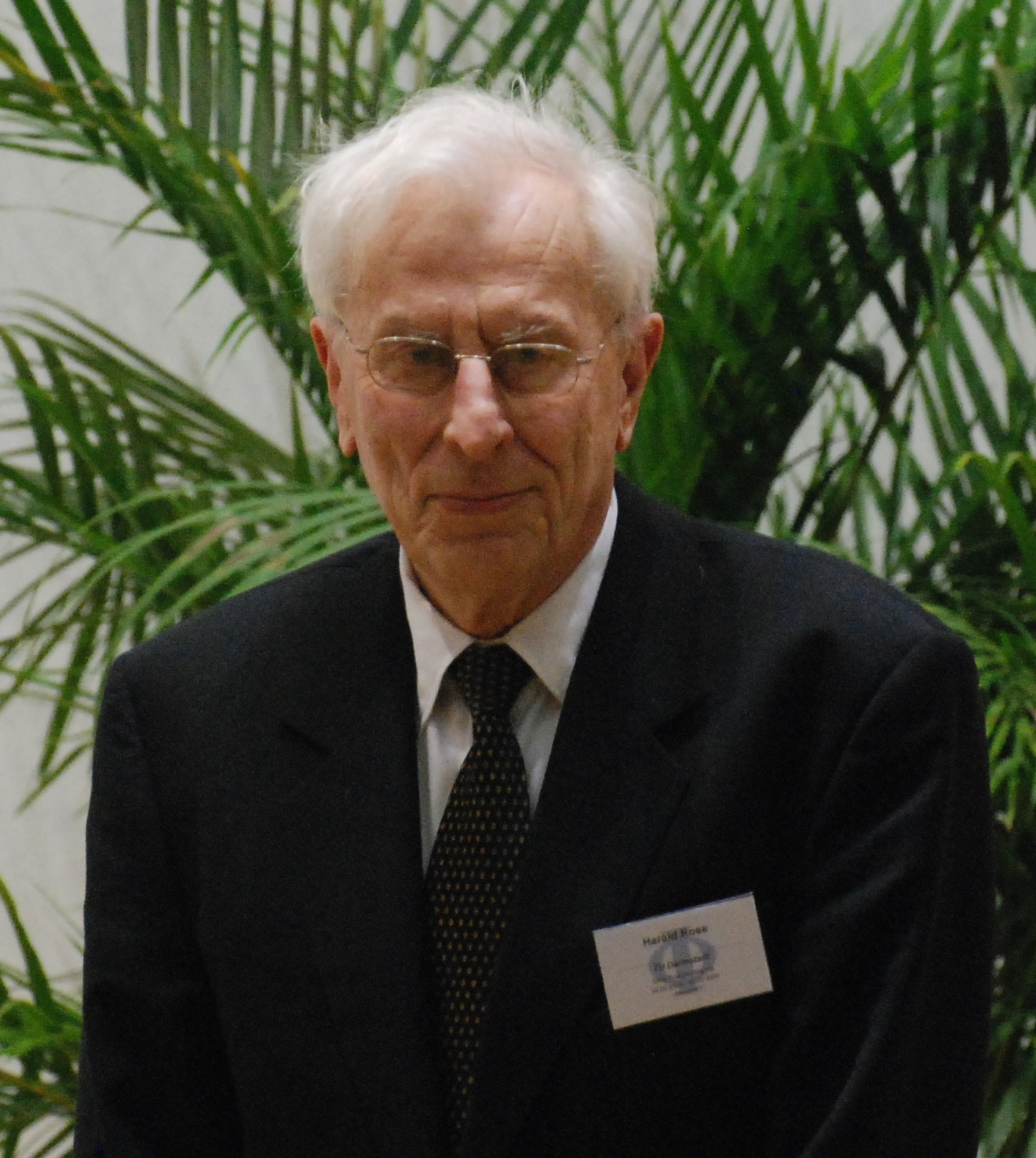
Harald Rose

Harald Rose (* 14. Februar 1935 in Bremen) ist ein deutscher Physiker und Hochschullehrer. Er ist für seine Arbeiten zur Elektronenmikroskopie bekannt und erhielt zusammen mit Knut Urban und Maximilian Haider den Wolf-Preis für Physik.

## Leben und Wirken
Harald Rose wurde im Februar 1935 als Sohn des Kaufmanns Hermann Rose und dessen Ehefrau, Anna-Luise Rose, in Bremen geboren. Als er zwei Jahre alt war, zog seine Familie aus beruflichen Gründen nach Darmstadt. Er besuchte zunächst die Grundschule und ab 1946 das Alte Realgymnasium (heute: Georg-Büchner-Schule (Darmstadt)). Da das Schulgebäude durch einen Bombenangriff am 11. September 1944 völlig zerstört worden war, fand der Unterricht zusammen mit anderen Schulen in dem Gebäude der Justus-Liebig-Schule in der Lagerhausstraße (heute: Julius-Reiber-Straße) im Schichtsystem statt. Nach dem Abitur 1955 studierte er Physik an der TH Darmstadt. Das Vordiplom absolvierte er bereits nach drei Semestern im Mai 1957. Im Hauptstudium war er nebenbei Hilfsassistent bei Otto Scherzer. In der Diplomarbeit beschäftigte er sich mit Fragen der Elektronenmikroskopie. 1961 schloss Rose sein Studium der Physik endgültig ab. Anschließend war er Mitarbeiter bei Otto Scherzer. Von diesem wurde er Anfang 1965 mit einem Thema in der theoretischen Elektronenoptik promoviert. 1967 erhielt er eine Assistentenstelle in der Fakultät für Mathematik und Physik. Im Februar 1970 wurde er habilitiert und erhielt die venia legendi für das Fach Physik. Der Titel seiner Habilitationsschrift lautete: Korrektur elektronenmikroskopischer Objektive. Zusammen mit Otto Scherzer leitete er die Gruppe Theorie im Institut für Angewandte Physik. Diese bearbeitete Probleme der elektronenoptischen Abbildung und der Schädigung elektronenmikroskopischer Objekte durch die abbildende Strahlung (Scherzer 1977, S. 186).
Von 1976 bis 1978 ging er als Principal Research Scientist an das New York State Department of Health. 1973 bis 1974 verbrachte er ein Forschungsjahr am Enrico-Fermi Institute der University of Chicago und 1995 bis 1996 ebenfalls ein Forschungsjahr in Cornell und der University of Maryland. Von 1980 bis zu seiner Emeritierung 2000 war er an der TU Darmstadt im Fachbereich Physik tätig.
Ende der 1980er Jahre berechnete Rose ein Korrektursystem für den die Auflösung besonders beeinträchtigenden kritischen Fehler elektromagnetischer Linsen, die sogenannte Aberration. Das Bahnbrechende daran ist, dass die klassische runde Elektronenlinse mit unrunden Elementen kombiniert wird, die wie eine „Brille“ die Fehlsichtigkeit korrigieren, so dass ein weitgehend fehlerfreies optisches Gesamtsystem entsteht. Rose trug seine Überlegungen 1989 auf einer internationalen Tagung vor, bei der auch Knut Urban und Maximilian Haider anwesend waren. In den 1990er Jahren gelang Harald Rose und seinen Kollegen (v. a. Maximilian Haider) und Knut Urban vom Forschungszentrum Jülich im Rahmen eines von der Volkswagen-Stiftung von 1991 bis 1997 geförderten Forschungsprojektes der Durchbruch im Bereich der Elektronenmikroskopie. Dem Team gelang schließlich 1997 in den Räumen des Europäischen Molekularbiologischen Laboratoriums (EMBL) in Heidelberg der Bau eines aberrationskorrigierten Durchstrahlungselektronenmikroskops. Das Auflösungsvermögen konnte auf 0,13 Nanometer verbessert werden. Dadurch konnten Atome erstmals sichtbar gemacht werden.
Im Jahr 2000 ging er für ein Jahr an das Department of Materials Science, Oak Ridge National Laboratory. Anschließend hatte er einen Aufenthalt als Research Fellow am Department of Materials Science, Argonne National Laboratory. Von 2003 bis 2005 war er am Advanced Light Source, Lawrence Berkeley National Laboratory. Seit 2009 ist er Inhaber einer von Carl Zeiss gestifteten Senior-Professur an der Universität Ulm.
Rose ist Inhaber von 105 Patenten von wissenschaftlichen Instrumenten und elektro-optischen Komponenten.
Harald Rose ist verheiratet und hat zwei Töchter.

## Ehrungen und Auszeichnungen
- seit 1987 Honorarprofessor der Universität von Jiaotong, Xian, China
- 2003: Distinguished Scientist Award der Microscopy Society of America
- 2003: Ehrenmitglied der Deutschen Gesellschaft für Elektronenmikroskopie.
- 2005: Award of the 141 Committee der Japanese Society für die Promotion of Sciences
- 2006: Karl Heinz Beckurts-Preis (zusammen mit Maximilian Haider und Knut Urban)
- 2008: Honda Preis (zusammen mit Maximilian Haider und Knut Urban)
- 2008: Honorary Fellowship der Royal Society
- 2009: Robert-Wichard-Pohl-Preis
- 2011: Wolf-Preis für Physik (zusammen mit Maximilian Haider und Knut Urban)
- 2013: Frontiers of Knowledge Award (zus. mit Maximilian Haider und Knut Urban) der Stiftung der Banco Bilbao Vizcaya Argentaria SA
- 2020: Kavli-Preis für Nanowissenschaften

## Harald-Rose-Preis
Anlässlich des 80. Geburtstages von Harald Rose hat die Firma CEOS aus Heidelberg den Harald-Rose-Preis gestiftet. Der Preis soll für herausragende Abschlussarbeiten in den Bereichen Angewandte Physik, Materialwissenschaften oder Chemie abwechselnd an der TU Darmstadt und der Universität Ulm vergeben werden. Er ist mit 3.000 € dotiert.

## Veröffentlichungen
- 1965: Allgemeine Eigenschaften unrunder Elektronenlinsen mit gerader optischer Achse, Dissertation, Darmstadt.
- 1970: Korrektur elektronenmikroskopischer Objektive, Habilitationsschrift, Darmstadt.
- 2009: Geometrical Charged-Particle Optics. ISBN 978-3-540-85915-4